# Grapsidae
A Grapsidae a rákok (Crustacea) egyik családja. Nem igazolták, hogy a család monofiletikus csoportot alkotna, és hogy egyes taxonok más családokba tartozhatnak.
Megtalálhatóak a sziklás tengerpartok mentén, folyótorkolatoknál, mocsarakban, lápokban. De egyes esetekben nyílt tengeri fajok is előfordulnak sodródó hínárokon és hajóroncsoknál.

## Rendszerezés
A családban tíz nem van, közülük kettőt csak a kövületekből ismerünk:
- Geograpsus Stimpson, 1858
- Goniopsis De Haan, 1833
- Grapsus Jean-Baptiste Lamarck, 1801
- Leptograpsodes Montgomery, 1931
- Leptograpsus Henri Milne-Edwards, 1853
- Litograpsus † Schweitzer és Karasawa, 2004
- Metopograpsus Henri Milne-Edwards, 1853
- Miograpsus † Fleming, 1981
- Pachygrapsus Randall, 1840
- Planes Bowdich, 1825

## Fordítás
- Ez a szócikk részben vagy egészben  a   Grapsidae című angol Wikipédia-szócikk fordításán alapul.  Az eredeti cikk szerkesztőit annak laptörténete sorolja fel. Ez a jelzés csupán a megfogalmazás eredetét és a szerzői jogokat jelzi, nem szolgál a cikkben szereplő információk forrásmegjelöléseként.